# Union populaire républicaine (2007)
Union populaire républicaine, forkortet UPR (dansk: Den republikanske Folkeunion) er et fransk gaullistisk parti, der blev stiftet af François Asselineau den 25. marts 2007.
Ved det franske præsidentvalgs første runde den 23. april 2017 fik François Asselineau 0,92 procent af stemmerne. Han blev dermed nummer ni i første valgrunde, og han går ikke videre til valgets anden runde den 7. maj 2017. 